# Юкич, Иван (футболист)
Иван Юкич (сербохорв. Ivan Jukić / Иван Јукић; 21 июня 1996, Витез) — боснийский футболист, полузащитник клуба «Сараево».

## Карьера
Юкич начал заниматься футболом в своём родном городе Витезе в возрасте 6 лет, а затем переехал с семьей в Дуги Рат в Хорватии, где он вступил в местный клуб. В возрасте 15 лет он перешёл в «Сплите», его профессиональный дебют состоялся 15 февраля 2014 года против «Динамо Загреб», в возрасте 17 лет. 7 декабря 2014 года он забил свой первый гол в дерби против «Хайдука» из Сплита. В 2016 году его отдали в аренду в «Имотски».
В июле 2017 года Юкич подписал двухлетнее соглашение с польским клубом «Корона». 17 июля того же года он дебютировал в матче против «Заглембе». Через две недели он забил свой первый гол за команду против «Краковии». Юкич покинул клуб в январе 2020 года.
23 января 2020 года Юкич подписал двухлетний контракт с боснийским клубом Премьер-лиги «Сараево». 22 февраля 2020 года он официально дебютировал за «Сараево» в лиге против «Тузла Сити». 1 июня 2020 года Юкич выиграл свой первый чемпионский титул с клубом, хотя после сезон был внезапно завершен из-за продолжающейся пандемии COVID-19 в Боснии и Герцеговине, после которой клуб второй раз подряд был объявлен чемпионом страны. 18 июня 2020 года он продлил контракт с клубом до июня 2022 года. 23 августа 2020 года Юкич забил свой первый гол за «Сараево» в ворота «Вележа».
21 мая 2014 года он сыграл единственный матч за юношескую сборную Хорватии в товарищеском матче против Франции, в котором вышел на поле на 88-й минуте. Юкич выступал за сборную Боснии и Герцеговины до 21 года под руководством главного тренера Винко Мариновича. Он сыграл пять матчей за сборную.

## Статистика
| Клуб             | Сезон            | Лига             | Лига | Лига | Кубок | Кубок | Еврокубки | Еврокубки | Итого | Итого |
| Клуб             | Сезон            | Дивизион         | Игры | Голы | Игры  | Голы  | Игры      | Голы      | Игры  | Голы  |
| ---------------- | ---------------- | ---------------- | ---- | ---- | ----- | ----- | --------- | --------- | ----- | ----- |
| Сплит            | 2013/14          | Первая Лига ХФЛ  | 2    | 0    | —     | —     | —         | —         | 2     | 0     |
| Сплит            | 2014/15          | Первая Лига ХФЛ  | 12   | 1    | 1     | 0     | 0         | 0         | 13    | 1     |
| Сплит            | 2015/16          | Первая Лига ХФЛ  | 3    | 0    | —     | —     | —         | —         | 3     | 0     |
| Сплит            | 2016/17          | Первая Лига ХФЛ  | 6    | 0    | 1     | 0     | —         | —         | 7     | 0     |
| Сплит            | Итого            | Итого            | 23   | 1    | 2     | 0     | 0         | 0         | 25    | 1     |
| Имотски (аренда) | 2015/16          | Вторая Лига ХФЛ  | 12   | 2    | —     | —     | —         | —         | 12    | 2     |
| Корона           | 2017/18          | Экстракласса     | 23   | 4    | 4     | 0     | —         | —         | 27    | 4     |
| Корона           | 2018/19          | Экстракласса     | 21   | 3    | 1     | 0     | —         | —         | 22    | 3     |
| Корона           | 2019/20          | Экстракласса     | 9    | 0    | 1     | 0     | —         | —         | 10    | 0     |
| Корона           | Итого            | Итого            | 53   | 7    | 6     | 0     | —         | —         | 59    | 7     |
| Сараево          | 2019/20          | Премьер-лига     | 3    | 0    | —     | —     | —         | —         | 3     | 0     |
| Сараево          | 2020/21          | Премьер-лига     | 24   | 2    | 3     | 0     | 3         | 0         | 30    | 2     |
| Сараево          | Итого            | Итого            | 27   | 2    | 3     | 0     | 3         | 0         | 33    | 2     |
| Всего за карьеру | Всего за карьеру | Всего за карьеру | 115  | 12   | 11    | 0     | 3         | 0         | 129   | 12    |

## Достижения
«Сараево»
- Чемпион Боснии и Герцеговины: 2019/20
- Обладатель Кубка Боснии и Герцеговины: 2020/21